# Tommy Flowers
Thomas (Tommy) Harold Flowers (Londen, 22 december 1905 - 28 oktober 1998) was een Brits technicus.
Hij studeerde elektrotechniek in Londen en ging na zijn studie werken bij het onderzoekslaboratorium van de Britse posterijen. 
In de Tweede Wereldoorlog kwam hij in contact met de codekrakers, werkzaam op Bletchley Park. Hier werden machines gebruikt om Duitse berichten te kraken, zoals afkomstig van de Enigma. Deze mechanische machines waren erg traag en Flowers wist zijn leidinggevenden ervan te overtuigen dat een machine met elektronenbuizen veel sneller zou werken. Hij en anderen werkten gedurende 11 maanden aan Colossus, een machine die de berichten in korte tijd wist te kraken.
Flowers bouwde vervolgens in drie maanden Colossus II, die met 2500 elektronenbuizen nog veel sneller werkte. Uiteindelijk zouden er tien machines van dit type gebouwd worden.
Na de oorlog moesten de machines op last van de Britse overheid volledig ontmanteld worden. Flowers ging weer werken bij de Britse post.